# Liste der Stolpersteine in Mainz-Gonsenheim
 Info: Angaben zu Eigenschaften, welche alle Teillisten für Mainz gemeinsam haben, sind unter der Liste der Stolpersteine in Mainz zu finden.
Hinweis 1: Die Liste ist sortierbar. Durch Anklicken eines Spaltenkopfes wird die Liste nach dieser Spalte sortiert, zweimaliges Anklicken kehrt die Sortierung um. Durch Anklicken zweier Spalten nacheinander lässt sich jede gewünschte Kombination erzielen.
Hinweis 2: Mit dem Anklicken eines Bildes vergrößert man die Auflösung

## Stolpersteine in Mainz-Gonsenheim
| Adresse                                  | Verlegedatum  | Gestiftet von | Inschrift | Bild                      | Anmerkung |
| ---------------------------------------- | ------------- | --- | --- | ------------------------- | --- |
| Friedrichsstraße 14 · Mainz-Gonsenheim · | 25. Okt. 2018 | | HIER WOHNTE ARTHUR NATHANIEL LICHTEN JG. 1900 DEPORTIERT 1942 ERMORDET IM BESETZTEN POLEN                                            |                           | Schon in der Pogromnacht 1938 zog ein aus 15 Personen bestehender Pöbel in die Friedrichstraße, schlug Nathaniel Arthur Lichten zusammen, verwüstete sein Haus und stahl Wertgegenstände. |
| Friedrichsstraße 14 · Mainz-Gonsenheim · | 25. Okt. 2018 | HIER WOHNTE PHILIPPINE BERGER GEB. WANNFRIED JG. 1878 DEPORTIERT 1942 THERESIENSTADT ERMORDET 13.6.1944                                 | |                           | Schon in der Pogromnacht 1938 zog ein aus 15 Personen bestehender Pöbel in die Friedrichstraße, schlug Nathaniel Arthur Lichten zusammen, verwüstete sein Haus und stahl Wertgegenstände. |
| Jahnstraße 21 · Mainz-Gonsenheim ·       | 25. Okt. 2018 | HIER WOHNTE ALBERT STRASS JG. 1911 DEPORTIERT 1942 ERMORDET IM BESETZTEN POLEN                                                          | | Kennkarte Ernst Josef May | |
| Jahnstraße 21 · Mainz-Gonsenheim ·       | 25. Okt. 2018 | HIER WOHNTE ALFRED MAY JG. 1885 DEPORTIERT 1942 ERMORDET IM BESETZTEN POLEN                                                             | | Kennkarte Ernst Josef May | |
| Jahnstraße 21 · Mainz-Gonsenheim ·       | 25. Okt. 2018 | HIER WOHNTE ERNST JOSEF MAY JG. 1925 DEPORTIERT 1942 ERMORDET IM BESETZTEN POLEN                                                        | | Kennkarte Ernst Josef May | |
| Jahnstraße 21 · Mainz-Gonsenheim ·       | 25. Okt. 2018 | HIER WOHNTE SOPHIE MAY GEB. KAHN JG. 1893 DEPORTIERT 1942 ERMORDET IM BESETZTEN POLEN                                                   | | Kennkarte Ernst Josef May | |
| Jahnstraße 36 · Mainz-Gonsenheim ·       | 25. Okt. 2018 | HIER WOHNTE HENRIETTE SICHEL JG. 1875 DEPORTIERT 1942 THERESIENSTADT BEFREIT                                                            | |                           | |
| Gonsbachstraße 6 · Mainz-Gonsenheim ·    | 20. Mai 2025  | | HIER WOHNTE ANNA MARIA BECKER JG. 1886 EINGEWIESEN 1925 HEILANSTALT ALZEY ´VERLEGT´ 19.5.1941 HADAMAR ERMORDET 19.5.1941 ´AKTION T4´ |                           | |
| Gonsbachstraße 6 · Mainz-Gonsenheim ·    | 20. Mai 2025  | HIER WOHNTE MARGARETHA MARTIN GEB. WEISS JG. 1914 EINGEWIESEN 1943 HEILANSTALT GODDELAU ´VERLEGT´ 16.11.1944 HADAMAR ERMORDET 9.12.1944 | |                           | |
| Gonsbachstraße 6 · Mainz-Gonsenheim ·    | 20. Mai 2025  | HIER WOHNTE FRITZ MARTIN JG. 1936 EINGEWIESEN 1944 HEILANSTALT KALMENHOF / IDSTEIN ERMORDET 11.8.1944                                   | |                           | |